# Katafa
Katafa is een plaats (község) en gemeente in het Hongaarse comitaat Vas. Katafa telt 400 inwoners (2001).